# Asborstvliegenvanger
De asborstvliegenvanger (Muscicapa randi) is een vogelsoort uit de familie van de Muscicapidae (vliegenvangers).

## Verspreiding en leefgebied
De asborstvliegenvanger komt alleen voor in de Filipijnen waar de vogel is waargenomen op de eilanden Luzon, Negros en Samar. De vliegenvanger is een bewoner van regenwoud in het laagland die zelden boven de 1000 m boven de zeespiegel wordt aangetroffen. Mogelijk kan de vogel zich ook handhaven in licht aangetast, uitgekapt bos.

## Status
De asborstvliegenvanger heeft geen ondersoorten (is monotypisch). De grootte van de populatie wordt geschat op 6.000 tot 15.000 volwassen dieren. De soort gaat in aantal achteruit doordat voortdurend regenwoud op de Filipijnen wordt omgezet in bouwland. Het is echter mogelijk dat uit nader onderzoek naar deze pas in 1970 ontdekte vogelsoort zal blijken dat de zij algemener is dan gedacht. Toch staat de vogel in 2012 als kwetsbaar op de Rode Lijst van de IUCN.